# Lijst van rijksmonumenten in Batenburg
De plaats Batenburg telt 24 inschrijvingen in het rijksmonumentenregister. Hieronder een overzicht.
| Object | Oorspronkelijke functie?  | Bouwjaar                             | Architect   | Locatie                   | Coördinaten?                  | Nr.?   | Afbeelding |
| --- | ------------------------- | ------------------------------------ | ----------- | ------------------------- | ----------------------------- | ------ | --- |
| Die Munte | Boerderij                 | late middeleeuwen                    |             | Grootestraat 13           | 51° 49' 22" NB, 5° 37' 44" OL | 8703   | Meer afbeeldingen |
| Gepleisterd pand onder pannen wolfdak, met in de voorgevel beneden zesruitsschuiframen. IJzeren stoephekjes                                                   | Boerderij                 | late middeleeuwen                    |             | Grootestraat 15           | 51° 49' 21" NB, 5° 37' 45" OL | 8704   | Meer afbeeldingen |
| Herenhuis ter breedte van vijf vensterassen, met verdieping en schilddak, bekroond door hoekschoorstenen                                                      | Woonhuis                  | eerste kwart 19e eeuw                |             | Grootestraat 6            | 51° 49' 22" NB, 5° 37' 42" OL | 8705   | Meer afbeeldingen |
| Herenhuis met verdieping en schilddak | Woonhuis                  | begin 19e eeuw                       |             | Grootestraat 30           | 51° 49' 20" NB, 5° 37' 47" OL | 8706   | Meer afbeeldingen |
| Boerderij op de hoek van de stadswal onder rieten schilddak                                                                                                   | Boerderij                 | waarschijnlijk eerste helft 19e eeuw |             | Hoppenhofstraat 1         | 51° 49' 26" NB, 5° 37' 47" OL | 8707   | Meer afbeeldingen |
| Gepleisterde boerderij op L-vormige plattegrond | Boerderij                 | vermoedelijk 16e eeuw                |             | Kerkstraat 1              | 51° 49' 25" NB, 5° 37' 45" OL | 8708   | Meer afbeeldingen |
| Gepleisterde boerderij onder hoog, met pannen en riet gedekt wolfsdak                                                                                         | Boerderij                 | 17e of 18e eeuw                      |             | Stadswal 4                | 51° 49' 25" NB, 5° 37' 46" OL | 8709   | Gepleisterde boerderij onder hoog, met pannen en riet gedekt wolfsdak                                                                                         |
| Gepleisterde boerderij onder met riet en pannen gedekt wolfsdak                                                                                               | Boerderij                 | 17e of 18e eeuw                      |             | Kerkstraat 5              | 51° 49' 24" NB, 5° 37' 46" OL | 8710   | Meer afbeeldingen |
| Boerderij | Boerderij                 | waarschijnlijk 17e eeuw              |             | Kerkstraat 9              | 51° 49' 23" NB, 5° 37' 48" OL | 8711   | Meer afbeeldingen |
| Pand op de hoek van de kruisstraat | Boerderij                 | 16e of 17e eeuw                      |             | Kerkstraat 11             | 51° 49' 23" NB, 5° 37' 48" OL | 8712   | Meer afbeeldingen |
| St. Victor: N.H. kerk | Kerk en kerkonderdeel     | 1443                                 |             | Kruisstraat 7             | 51° 49' 23" NB, 5° 37' 46" OL | 8713   | Meer afbeeldingen |
| N.H. Kerk, St. Victor: toren met klokkestoel | Kerk en kerkonderdeel     | 1443                                 |             | Kruisstraat bij 7Ongd     | 51° 49' 23" NB, 5° 37' 46" OL | 8714   | Meer afbeeldingen |
| Kerkhofmuur | Vanwege onderdelen kerk   |                                      |             | Kruisstraat bij 7         | 51° 49' 23" NB, 5° 37' 45" OL | 8715   | Kerkhofmuur |
| Gepleisterde boerderij onder met riet en pannen gedekt wolfsdak                                                                                               | Boerderij                 | 17e of 18e eeuw                      |             | Kruisstraat 15            | 51° 49' 24" NB, 5° 37' 50" OL | 8716   | Meer afbeeldingen |
| Boerderij op de hoek van de kerkstraat, bestaande uit een woongedeelte, evenwijdig aan de kruisstraat en een loodrecht daarop gebouwde stal                   | Boerderij                 | waarschijnlijk 17e eeuw              |             | Kruisstraat 10            | 51° 49' 22" NB, 5° 37' 49" OL | 8717   | Meer afbeeldingen |
| St. Victor, R.K. Kerk | Kerk en kerkonderdeel     | 1881                                 | C. van Dijk | Molendijk 3               | 51° 49' 21" NB, 5° 37' 51" OL | 8718   | Meer afbeeldingen |
| Standerdmolen Batenburg | Industrie- en poldermolen | 1556                                 |             | Molendijk 15              | 51° 49' 29" NB, 5° 38' 19" OL | 8719   | Meer afbeeldingen |
| Gepleisterd huisje, bestaande uit begane-grond met rieten zadeldak                                                                                            | Woonhuis                  | 18e of vroeg 19e eeuw                |             | Stadswal 5                | 51° 49' 26" NB, 5° 37' 44" OL | 8720   | Meer afbeeldingen |
| Gepleisterd huisje bestaande uit begane-grond met pannen zadeldak                                                                                             | Woonhuis                  | 18e eeuw                             |             | Stadswal 7                | 51° 49' 26" NB, 5° 37' 44" OL | 8721   | Meer afbeeldingen |
| Gepleisterd huisje op L-vormige plattegrond onder zadeldak, dat gedekt is met pannen en aansluit tegen puntgevels.Vensters met luiken en zesruitsschuiframen. | Woonhuis                  | Eerste helft 19e eeuw (?)            |             | Stadswal 9                | 51° 49' 26" NB, 5° 37' 45" OL | 8722   | Gepleisterd huisje op L-vormige plattegrond onder zadeldak, dat gedekt is met pannen en aansluit tegen puntgevels.Vensters met luiken en zesruitsschuiframen. |
| Het Veerhuis | Bedrijfs-,fabriekswoning  | derde kwart 19e eeuw                 |             | Veerstraat 1              | 51° 49' 19" NB, 5° 37' 52" OL | 8723   | Meer afbeeldingen |
| Boerderij met dwarsgeplaatste woonhuis, lage verdieping en een schilddak                                                                                      | Boerderij                 | derde kwart 19e eeuw                 |             | Veerstraat 2              | 51° 49' 18" NB, 5° 37' 51" OL | 8724   | Meer afbeeldingen |
| Kasteel Batenburg | Kasteel, buitenplaats     | ca. 1600 (herbouwd)                  |             | Molendijk Postcode 6634KE | 51° 49' 26" NB, 5° 37' 52" OL | 8725   | Meer afbeeldingen |
| Voormalige rooms-katholieke pastorie | Kerkelijke dienstwoning   | 1875-1880                            | C. van Dijk | Molendijk 1               | 51° 49' 21" NB, 5° 37' 51" OL | 523603 | Meer afbeeldingen |